# Weś
Weś (ros. Весь) - wymarły lud z grupy fińskiej ludów uralskich. 
Zamieszkiwał tereny między jeziorami Ładoga, Onega i Białym (nieopodal Wołogdy). Identyfikowany z archeologiczną kulturą diakowską. Uczestniczył w wareskich walkach o władzę nad tymi terenami, następnie znalazł się w składzie Rusi Kijowskiej. Zrusyfikowany najpóźniej do XIV wieku. Potomkami Wesi mogą być dzisiejsi Wepsowie i jeden z odłamów Karelów zamieszkały nad Onegą.